# Haas VF-18
De Haas VF-18 is een Formule 1-auto die gebruikt wordt door het Haas F1 Team in het seizoen 2018.

## Onthulling
Op 14 februari 2018 onthulde Haas de nieuwe auto door middel van het plaatsen van foto's op het internet.  De auto wordt bestuurd door de Fransman Romain Grosjean, die zijn derde seizoen met het team ingaat, en de Deen Kevin Magnussen die zijn tweede seizoen bij het team rijdt.

## Resultaten
| Resultaat                     |
| ----------------------------- |
| Winnaar                       |
| Tweede plaats                 |
| Derde plaats                  |
| Gefinisht (punten)            |
| Gefinisht (geen punten)       |
| Niet geklasseerd (NC)         |
| Uitgevallen (DNF)             |
| Niet gekwalificeerd (DNQ)     |
| Gediskwalificeerd (DSQ)       |
| Niet gestart (DNS)            |
| Gewond (INJ)                  |
| Uitgesloten (EX)              |
| Teruggetrokken (WD)           |
| Niet deelgenomen (blanco cel) |
| vetgedrukt (pole position)    |
| cursief (snelste ronde)       |

| Jaar | Chassis    | Motor       | Banden | Coureurs        | 1   | 2   | 3   | 4   | 5   | 6   | 7   | 8   | 9   | 10  | 11  | 12  | 13  | 14  | 15  | 16  | 17  | 18  | 19  | 20  | 21  | Punten | WK-plaats |
| ---- | ---------- | ----------- | ------ | --------------- | --- | --- | --- | --- | --- | --- | --- | --- | --- | --- | --- | --- | --- | --- | --- | --- | --- | --- | --- | --- | --- | ------ | --------- |
| 2018 | Haas VF-18 | Ferrari 063 | P      |                 | AUS | BHR | CHN | AZE | SPA | MON | CAN | FRA | OOS | GBR | DUI | HON | BEL | ITA | SIN | RUS | JPN | VST | MEX | BRA | ABU | 93     | 5e        |
| 2018 | Haas VF-18 | Ferrari 063 | P      | Romain Grosjean | DNF | 13  | 17  | DNF | DNF | 15  | 12  | 11  | 4   | DNF | 6   | 10  | 7   | DSQ | 15  | 11  | 8   | DNF | 16  | 8   | 9   | 93     | 5e        |
| 2018 | Haas VF-18 | Ferrari 063 | P      | Kevin Magnussen | DNF | 5   | 10  | 13  | 6   | 13  | 13  | 6   | 5   | 9   | 11  | 7   | 8   | 16  | 18  | 8   | DNF | DSQ | 15  | 9   | 10  | 93     | 5e        |
| Jaar | Chassis    | Motor       | Banden | Coureurs        | 1   | 2   | 3   | 4   | 5   | 6   | 7   | 8   | 9   | 10  | 11  | 12  | 13  | 14  | 15  | 16  | 17  | 18  | 19  | 20  | 21  | Punten | WK-plaats |

Ferrari SF71H ·
Force India VJM11 ·
Haas VF-18 ·
McLaren MCL33 ·
Mercedes F1 W09 EQ Power+ ·
Red Bull Racing RB14 ·
Renault R.S.18 ·
Sauber C37 ·
Toro Rosso STR13 ·
Williams FW41